# Cyanocobalamine

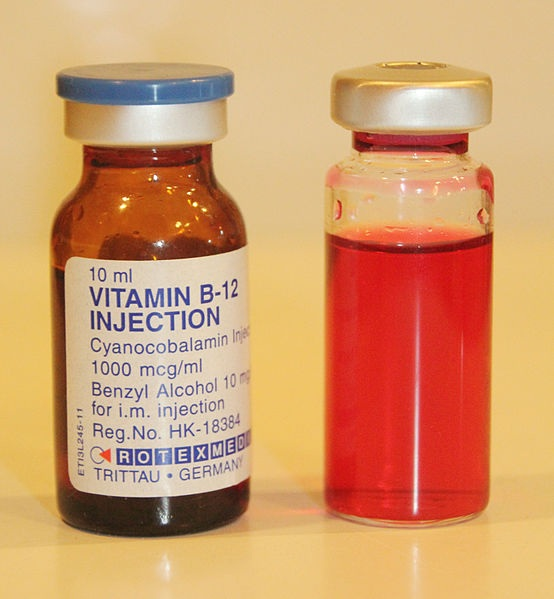
Cyanocobalamine en solution.

La cyanocobalamine est la forme commercialement la plus courante de la vitamine B12, car la plus stable à l'air libre et la plus facile à cristalliser, et donc à purifier une fois produite par fermentation bactérienne ou par synthèse in vitro. Il s'agit d'une forme synthétique de provitamine B12, qu'on ne trouve pas dans le milieu naturel.
Les bactéries produisent en effet de l'hydroxocobalamine, convertie en cyanocobalamine en passant dans du charbon actif, lequel contient naturellement des ions cyanure CN− ; l'hydroxocobalamine ayant une forte affinité pour les ions cyanure, ceux-ci déplacent l'ion hydroxyde OH− et se fixent sur la cobalamine.
Les formes biologiquement actives de la vitamine B12 sont la méthylcobalamine (mécobalamine) et l'adénosylcobalamine (cobamamide), qui sont instables à l'air libre.